# سانتو دی آنجلو
سانتو دی آنجلو (انگلیسی: Santo D'Angelo؛ زادهٔ ۵ اکتبر ۱۹۹۵) بازیکن فوتبال است.
از باشگاه‌هایی که در آن بازی کرده‌است می‌توان به باشگاه فوتبال لیورنو اشاره کرد.